# Vergissmeinnicht
«Vergissmeinnicht» (en español, "No-me-olvides") es el cuarto sencillo de la banda de metal industrial alemana Eisbrecher y el segundo de su álbum Antikörper. Es considerado como una de sus canciones más conocidas. El 22 de agosto se lanzó a la venta el sencillo doble "Leider / Vergissmeinnicht" en EU, que combina los dos sencillos del álbum Antikörper. 

## Lista de canciones
1. Vergissmeinnicht - 3:54
2. Vergissmeinnicht (VergissmeinMix) - 5:33
3. Wie Tief? - 4:24
4. Vergissmeinnicht (Phase II Mix) - 4:29
5. Schwarze Witwe (Making-of-Multimedia track)

## Leider / Vergissmeinnicht
1. Leider (Radio Cut) - 4:05
2. Leider (Noel Pix Klingeklang-Mix) - 4:39
3. Leider (The Retrosic-Mix) - 4:57
4. Vergissmeinnicht (Radio Mix) - 3:54
5. Vergissmeinnicht (VergissmeinnichtMix) 5:33
6. Wie Tief? - 4:23
7. Vergissmeinnicht (Phase III Mix) - 4:29

- Datos: Q7921282